# Apocalypto
Az Apocalypto 2006-os amerikai filmdráma, melyet Mel Gibson rendezett.
A Yucatán-félszigeten játszódik, a spanyol hódítás előtt, egy ember kalandját meséli el az ősi maja civilizáció hanyatlása idején.
Az Amerikai Egyesült Államokban 2006. december 8-án mutatták be, a magyar mozikban december 28-ától látható.
A kritikusoktól leginkább pozitív kritikákat kapott a Rotten Tomatoes szerint, de sok, a maja tudományok terén dolgozó antropológus és archeológus kritizálta az ősi maja emberek a valóságtól eltérő "brutális vademberekként" történő ábrázolása, a nyilvánvaló anakronizmusok (időbeli ellentmondás) és egyéb történelmi pontatlanságok miatt. Számos amerikai őslakos, latin-amerikai etnológus, aktivista is kritizálta a filmet.[forrás?]

## Háttér
Az Apocalypto főleg Catemacóban és Paso de Ovejasban, a mexikói Veracruz államban készült. Gibson filmjében a jukaték-maja nyelvet használja fel, ahogy A passióban az arámi, illetve a latin nyelvet beszélték. Az Apocalyptóban Mexikóvárosból és Yucatánból származó ismeretlen színészek, néhány őslakos amerikai és kanadai színész, illetve helyi Los Tuxtlas-i és veracruzi színész szerepel.
Míg Gibson maga pénzelte a filmet, a Disney bejelentette, hogy felvállalja az Apocalypto fellépti díját. A film bemutatóját 2006. augusztus 4-ére tűzték ki, ám a Touchstone Pictures a bemutató dátumát 2006. december 8-ára halasztotta el a heves mexikói esőzések miatt, melyek késleltették a forgatást. 2006. szeptember 23-án Gibson két népes amerikai őslakos nézőközönség előtt vetítette le a filmet Oklahoma államban, a csikaszó nemzet tulajdonában lévő Goldsby-beli Riverwind Casino-ban és a lawtoni Cameron Egyetemen. A texasi Austinban a filmet szeptember 24-én vetítették le, ahol az egyik főszereplő, Rudy Youngblood is jelen volt.

## Téma
A film részben egy politikai allegória a hanyatlófélben lévő civilizációkról.
Gibson 2006 szeptemberében a következőket mondta: „Egy civilizáció hanyatlásának előjelei időről időre újra megjelennek…”  Ezt leginkább Will Durant  nyitó idézete és Jaguár Mancs utolsó sorai mutatják, „…próbáljuk meg újrakezdeni”. Dr. Clarissa Pinkola Estes, etnopszichoanalitikus szerint: „Néhány őslakos, sok akadémikus és entimológus vitatkozik a Gibson által a görög világ apokalipszisének látszólagos elferdítésével, mely éppenséggel 'tanúságtételt' és nem 'újrakezdést' jelent. Szintén vitatott a konkvisztádorok filmbéli megjelenése, mely sokkal inkább az Azték Birodalom hanyatlására mutat, semmint arra, hogy a konkvisztádorok a kultúrák és emberek között sokkal nagyobb és brutálisabb mészárlást hajtottak végre annál, mint amit a maják valaha is láttak.”

## Cselekmény
Nyitó idézet: "Egy nagy civilizáció nem hódítható meg kívülről, amíg nem pusztítja el önmagát." – W. Durant
A közép-amerikai dzsungelben, tapírvadászat közben Jaguár Mancs (Rudy Youngblood), apja, Kova Ég (Morris Birdyellowhead) és néhány törzsbéli vadász sokkos állapotban lévő és rémült menekültekkel találkozik. A menet vezetője elmondja, hogy földjüket feldúlták és Kova Ég engedélyét kérik, hogy átkelhessenek az erdőn. Amikor Jaguár Mancs és társai visszatérnek falujukba Kova Ég azt mondja fiának, hogy ne hagyja, hogy a menekültek félelme beszivárogjon a lelkébe. Éjszaka a törzs öregje elmesél egy legendát azon ember veszélyéről, akinek soha nem elég az amije van, annak ellenére, hogy a világ összes állatának tulajdonságaival rendelkezik. A falubeliek zenével és tánccal követik a történetet, miközben Jaguár Mancs a gondolataiba merül.
A következő reggel Jaguár Mancsot rémálma riasztja fel. Miközben mindenki alszik, Jaguár Mancs megpillantja a falu köré lopózó idegeneket, ahogy azok fáklyákkal lángra lobbantják otthonukat. Az idegenek, Zéró Farkas (Raoul Trujillo) vezetésével álmukban törnek a falu lakóira és annyit ejtenek foglyul közülük, amennyit tudnak. Jaguár Mancs terhes feleségével, Héttel (Dalia Hernández) és fiukkal, Teknőchajcsárral kioson a faluból és leereszti családját egy kis barlangba (egy chultunba, mely vízgyűjtőként szolgált), hogy elrejtse őket. Jaguár Mancs visszatér a faluba, hogy a betolakodók ellen harcoljon, ám ő is fogságba esik megmaradt társaival együtt. Az idegen, akit Jaguár Mancs megtámadott, Közép Szem (Gerardo Taracena), a fia előtt végzi ki Kova Eget. Kova Ég azt mondja Jaguár Mancsnak, hogy ne féljen, azután Közép Szem elvágja az idős ember torkát.
Mielőtt a betolakodók összekötözött foglyaikkal elhagyják a falut, egy gyanakvó idegen felfedezi és elvágja a barlangba lógó kötélszerű indát, melyen Jaguár Mancs felesége és fia leereszkedett. Az idegenek és foglyaik egy maja város felé veszik az irányt, melyet kukoricaföldek és gipszet bányászó rabszolgák vesznek körül. Elmennek egy himlőben szenvedő kislány mellett, aki figyelmezteti a harcosokat, hogy közeledik a vég. A külvárosban a nőket rabszolgának adják el, a férfiakat pedig a városba hajtják, egy lépcsős piramis (Kukulkán Piramisa) tetejére. A pap számos foglyot végez ki úgy, hogy kitépi a szívüket, majd lefejezi őket. Amikor Jaguár Mancsra kerül a sor és az oltárra fektetik, hogy feláldozzák, napfogyatkozás állítja meg a pap lesújtó kezeit. A pap úgy véli, hogy a napisten, Kukulkán megelégedett az áldozattal és megkéri, hogy adja vissza a fényt. A nap ismét előtűnik és újra fénnyel árasztja el a földet.
Zéró Farkas, miután a pap engedélyt adott megölésükre, egy közép-amerikai labdapályára viszi a foglyokat. A foglyokat párban engedik el, hogy fussanak keresztül a pályán, míg a harcosok dárdákat, nyilakat és köveket dobálnak feléjük. Jaguár Mancs sikeresen eléri a pálya végét, ám egy nyílvessző megsebesíti és így öli meg a „bevégzőt”, Zéró Farkas fiát. A felbőszített Zéró Farkas üldözőbe veszi Jaguár Mancsot és harcosaival a dzsungelbe veti magát. A hajsza visszavezeti őket abba az erdőbe, melyben Jaguár Mancs faluja is volt és Jaguár Mancs azon vízesés aljáról, melyről levetette magát felkiált üldözőinek, hogy innentől fogva az Ő területén járnak.
Zéró Farkas embereit az erdő erői és Jaguár Mancs csapdái egyaránt megtizedelik. Elkezd esni, mely során feltelik az a barlang, melyben Jaguár Mancs felesége és gyermeke még mindig rejtőzködik. Jaguár Mancs, a tapírvadászatra használt csapda segítségével megöli Zéró Farkast és a két életben maradt üldözővel a nyomában a tengerpartra rohan. Ott találkoznak szembe a konkvisztádorokkal és misszionáriusokkal, akik éppen a part felé tartanak csónakjaikkal. Az üldözők ámulatukban a víz felé mennek és Jaguár Mancs visszasiet az erdőbe, hogy kimentse feleségét és fiát az üregből. Mire rájuk talál, felesége világra hozza második egészséges fiát és családja megmenekül. Jaguár Mancs mélyen beviszi őket az erdőbe, maga mögé hagyva a konkvisztádorokat, akik hajóikkal a part mentén horgonyoznak.

## Kritikai fogadtatás
Az Apocalypto "két nagy elismerést" kapott Richard Roepertől és meghívott kritikusától, Aisha Tylertől az Ebert & Roeper című műsorban. Michael Medved az Apocalyptonak négy csillagot adott (négyből) melyben a következő jelzőkkel illette a filmet „… adrenalinnal átitatott üldözős mozifilm..” és „… idegborzoló vizuális élmény”

## Történelmi pontatlanságok
A film a történészek, az amerikai őslakosok és a régésztársadalom tagjai között a történelmi pontatlanságok és rasszizmus miatt rengeteg vitára ad okot.  A filmet a jelenleg élő őslakos maják azzal vádolják, hogy tele van az őseiket vérszomjas barbárokként bemutató jelenetekkel, mintha az építészeten kívül leginkább csak kevésbé civilizált tetteik lettek volna.
Másrészt tény, hogy a maja rituáléknak valóban része volt a hadifoglyok kivégzése a “piramis csúcsán […] úgy, hogy kezüket és lábukat lefogták, miközben a pap egy kovakéssel felnyitotta mellkasukat és kivájta szívüket, mintegy felajánlásként.”

### Közép-Amerika történelme
A filmben számos olyan tárgy szerepel, melyet a prekolumbián Közép-Amerikában nem ismertek, ilyenek például a fém dárdahegyek. A maja városban pontatlanul kombinálódnak a korban és időben széles körben eltérő különböző maja és közép-amerikai kultúrák részletei. Például a templomok a középső síkságokon fekvő, klasszikus stílusban épült Tikalt idézik, míg az a több évszázaddal később, a Yucatán-félsziget északnyugati részén használt puuc stílusú elemekkel vannak díszítve. A boltíves sétányon látható falfestményeket a maja kódexekből vették, melyek a Bonampakból származó falfestményekkel (több mint 700 évvel öregebbek annál a kornál, mint amelyben a film játszódik) és a San Bartolo-i falfestményekkel (több mint 1500 évvel öregebbek annál a kornál, mint amelyben a film játszódik) vannak kombinálva – ahogy az a legtöbb civilizáció esetében volt, a maja művészet is drámaian változott az évszázadok során. Szintén láthatók olyan nem maja elemek a filmben, mint például a Teotihuacani és az azték elemek.
Robert Carmack, a SUNY Albany neves mezoamerikai programjának archeológus professzora a következőket mondja: "Hatalmas hiba – szinte már tragédia –, hogy ezt maja filmként mutatják be."  Kollégája, Walter Little, nyilatkozta a következőket: "Sajnos rengeteg ember fogja azt gondolni, hogy ez valóban így volt".  Edgar Martin del Campo, szintén a SUNY Albany program egyik tagja további tévedésekre mutat rá. Azt mondja, például, hogy a maják értettek a csillagászathoz, így nem félhettek a napfogyatkozástól sem, azzal ellentétben, ahogy a filmben látható. Valójában ezt a tévedést már 1952-ben helytelen kliséként ismerték fel egy guatemalai író, Augusto Monterroso A napfogyatkozás című regényében, melyben a pap megpróbálja felhasználni ezt az elemet az áldozathoz miközben cinikusan a következő olvasható „azokban a végtelen időkben, melyben nap- és holdfogyatkozások követték egymást, melyeket a maja csillagászok megjósoltak és lejegyeztek kódexeikben, Arisztotelész értéktelen segítsége nélkül.”
Stephen Houston, a Brown Egyetem antropológia professzora rámutat arra, hogy az emberáldozatok szemtanúi a maják közül csak királyok, a királyi család tagjai és magas rangú nemesek lehettek. „Az áldozathoz nem terelték össze az egész népet”. (Lásd The Washington Post, 2006. december 15.) Karl Taube, a kaliforniai Riverside Egyetem antropológia professzora a hullákkal megtöltött óriási gödrökre mutat rá. "Nincs bizonyítékunk a felhalmozott hullákra," mondja. Taube professzor a nagyszámú rabszolgákra is felfigyelt, melyre szintén nincs tudományos bizonyíték (Ibid.) Annak is kevés a valószínűsége, hogy egy maja "megkukult" egy város látványától. A földművelő népek biztosan nem vették volna jó néven, ha az ültetvények közvetlen közelében rothadó tetemeket tároltak volna.  Zachary Hruby, a UC Riverside-tól a yucatek maja nyelv használata miatt kesereg, mivel ez azt a benyomást kelti, hogy a film hiteles, holott rengeteg helytelen szabadságjogot visz a témába. Ezek a szabadságok leginkább a következők: az áldozatok stílusa és mértéke, a maja falulakók beállítása az erdőket kiszipolyozó elszigetelt népként, a városiasabb késő klasszikus korbeli maják és az elsődlegesen falulakó késő posztklasszikus korbeli maják kronológiai tömörítése.

## Érdekességek
- Habár Mel Gibson nem szerepel a filmben, az első trailerben van egy 1 perc 46 másodperces cameója. Éppen azelőtt jelenik meg, hogy a sikoltozó majom látható.[11][12]
- A film egy döntő jelenete Kolumbusz Kristóf negyedik útjának egyik epizódjára emlékeztet. Ez a jelenet klisészerűvé vált például Augusto Monterroso rövid történetében illetve Tintin kalandjai című film A Nap foglyai című részben, illetve megjelenik a Tintin és a Nap temploma című részben is. (A fentiek alapján Monterroso cáfolja a klisét, rámutatva arra, hogy a maják rendelkeztek a csillagászat tudományával és nem rémültek meg a napfogyatkozástól).
- A kulcsjelenetben lévő napfogyatkozást ugyanazon nap éjszakáján telihold követi, ami csillagászati lehetetlenség: napfogyatkozások kizárólag újhold idején történhetnek.
- A harcosok vezetője Zéró Farkas így kiált "Itt jövök!", amikor egy fát majdnem rájuk döntenek azok, akik a templomhoz vezető utat csinálják. Ez Dustin Hoffman híres sorának paródiája az Éjféli cowboy című filmből.
- Gibson előző filmjéhez, A passióhoz hasonlóan a film elején nem mutatják be a film készítőit, illetve a szereplőket és egy idézettel kezdődik. A cím csak a film végén látható, a készítők felsorolásánál.
- A film szentimentális (tipikusan amerikai) érzelmeket tulajdonít a természeti népeknek, a piramis tetején az áldozatra készülve a harcosok félnek – kérdés, hogyan félhetnek azok a természet részeként létező emberek a haláltól, akik nap mint nap az életükért küzdenek? Továbbá az archaikus időkben elfogadott rituálé volt az emberáldozat, kultúráktól függetlenül[forrás?]. Ez csak a mai, civilizált nézőpontból tűnik elítélendőnek.
- Az eredeti verzióban egyetlen képkocka erejéig megjelenik a "Where is Waldo?" közismert figurája, a kukoricaföldben levő hullahalomban. Ezen a képkockán Waldo holtan fekszik a többi testen egy nyílvesszővel a fejében.[13]

## Díjak és jelentősebb jelölések
- Oscar-díj
  - jelölés: legjobb smink
  - jelölés: legjobb hangeffektek
  - jelölés: legjobb hangvágás
- Golden Globe-díj
  - jelölés: legjobb idegen nyelvű film
- BAFTA-díj
  - jelölés: legjobb nem angol nyelvű film
- Central Ohio Film Critics Association
  - díj: legjobb fényképezés (Dean Semler)
- Dallas-Fort Worth Film Critics Association Awards
  - díj: legjobb fényképezés (Dean Semler)
- Motion Picture Sound Editors, USA
  - díj: legjobb zene hangvágás, mozifilm

## A filmmel kapcsolatos magyar nyelvű cikkek
- A maják végnapjai
- Rövid leírás és képek